# Liste der Kulturdenkmäler in Zellertal
In der Liste der Kulturdenkmäler in Zellertal sind alle Kulturdenkmäler der rheinland-pfälzischen Ortsgemeinde Zellertal aufgeführt. Grundlage ist die Denkmalliste des Landes Rheinland-Pfalz (Stand: 27. November 2018).

## Denkmalzonen
| Bezeichnung               | Lage                                                                                | Baujahr                 | Beschreibung | Bild                           |
| ------------------------- | ----------------------------------------------------------------------------------- | ----------------------- | --- | ------------------------------ |
| Denkmalzone Ortskern Zell | Zell, Fritz-Golsen-Straße 1–3, Osterberg 1, Zeller Hauptstraße 1, 3–22, 24, 26 Lage | 16. bis 19. Jahrhundert | malerisches Straßenbild mit nahezu geschlossenem Baubestand des 16. bis 19. Jahrhunderts mit klein- und mittelbäuerlichen Anwesen, Handwerker- und Tagelöhnerhäusern sowie protestantischem Pfarrhaus (1888), ehemaligem Schulhaus (1837), ehemaliger Kollektur (1750/53) und den beiden landschaftsbildprägenden Kirchen (17. und 18. Jahrhundert) | weitere Bilder Fotos hochladen |

## Einzeldenkmäler
| Bezeichnung                    | Lage                                                              | Baujahr                            | Beschreibung | Bild                           |
| ------------------------------ | ----------------------------------------------------------------- | ---------------------------------- | --- | ------------------------------ |
| Grabmal                        | Harxheim, Auf der Lehmenkaut, auf dem Friedhof Lage               | 1900                               | Friedhof, ummauertes Areal, 1900 angelegt, nach 1945 erweitert; Grabstätte Familie Jacob Janson II († 1903) | BW                             |
| Kriegerdenkmal                 | Harxheim, Bahnhofstraße Lage                                      | 1929                               | Kriegerdenkmal 1914/18, 1929 von Heinrich Schuler, Kirchheimbolanden; daneben römischer Sarkophag | Fotos hochladen                |
| Wohnhaus                       | Harxheim, Hauptstraße 2 Lage                                      | um 1750                            | Wohnhaus, teilweise Fachwerk, rückwärtig Laubengang, wohl um 1750 | Fotos hochladen                |
| Wohnhaus                       | Harxheim, Hauptstraße 4 Lage                                      | frühes 18. Jahrhundert             | barockes Wohnhaus, teilweise Fachwerk, frühes 18. Jahrhundert, Toranlage 18. Jahrhundert, Fußgängerpforte bezeichnet 1570; straßenbildprägend | Fotos hochladen                |
| Hofanlage                      | Harxheim, Hauptstraße 5 Lage                                      | 18. und 19. Jahrhundert            | großer Vierseithof mit weitläufigem ummauertem Park und zwei Zufahrten, 18. und 19. Jahrhundert; barockes Fachwerk-Doppelwohnhaus bezeichnet 1745, zweieinhalbgeschossiger gründerzeitlicher Winkelbau 1890/91, Wirtschaftsflügel bezeichnet 1783, kreuzgewölbte Ställe Mitte des 19. Jahrhunderts, Pferdestall bezeichnet 1793, Toranlage bezeichnet 1800     | Fotos hochladen                |
| Hofanlage                      | Harxheim, Hauptstraße 6 Lage                                      | erste Hälfte des 18. Jahrhunderts  | Dreiseithof; eingeschossiges Wohnhaus, teilweise barockes Zierfachwerk, erste Hälfte des 18. Jahrhunderts, Toranlage 18. Jahrhundert, Scheune bezeichnet 1798 | Fotos hochladen                |
| Wohnhaus                       | Harxheim, Hauptstraße 10 Lage                                     | 1849                               | zweieinhalbgeschossiger spätklassizistischer Walmdachbau, 1849; straßenbildprägend | Fotos hochladen                |
| Rathaus                        | Harxheim, Hauptstraße 15 Lage                                     | um 1750                            | barocker Mansardwalmdachbau mit Dachreiter, um 1750 | BW                             |
| Protestantische Pfarrkirche    | Harxheim, Lindenstraße 2 Lage                                     | 1880–90                            | neugotischer Sandsteinquader-Saalbau, 1880–90, Architekt Max von Siebert, Speyer, Turmuhr bezeichnet 1893; mit Ausstattung, Walcker-Orgel von 1894 | Fotos hochladen                |
| Hofanlage                      | Harxheim, Löwenbrunnen 8 Lage                                     | 1859                               | Vierseithof; repräsentatives zweieinhalbgeschossiges spätklassizistisches Wohnhaus, 1859; Bruchstein-Wirtschaftsgebäude; straßenbildprägend | Fotos hochladen                |
| Spritzenhaus                   | Niefernheim, Brückenstraße ohne Nummer Lage                       | 1891                               | ehemaliges Spritzenhaus, kleiner gründerzeitlicher Fachwerkbau, 1891 | BW                             |
| Weingut Herr                   | Niefernheim, Brückenstraße 2 Lage                                 | erste Hälfte des 19. Jahrhunderts  | weitläufige Hofanlage mit gegenüberliegendem ummauerten Pflanzgarten; stattlicher zweieinhalbgeschossiger Gründerzeitbau, bezeichnet 1897, Wirtschaftstrakt aus der ersten Hälfte des 19. Jahrhunderts, Scheune um 1839, Toranlage bezeichnet 1832 | Fotos hochladen                |
| Hofanlage                      | Niefernheim, Brückenstraße 4 Lage                                 | um 1830                            | ehemaliges Weingut Herr; repräsentativer Winzerhof; Wohnhaus, um 1830, Erweiterung 1850er Jahre, Toranlage 19. Jahrhundert, Wirtschaftsteil 1925–27, Park | Fotos hochladen                |
| Glockenturm                    | Niefernheim, Königsstraße 13 Lage                                 | 1843                               | dreigeschossiger Putzbau mit Spitzhelm, 1843 | weitere Bilder Fotos hochladen |
| Hofanlage                      | Zell, Fritz-Golsen-Straße 1 Lage                                  | um 1750                            | Hofanlage; barockes Wohnhaus, um 1750; straßenbildprägend | weitere Bilder Fotos hochladen |
| Hofanlage                      | Zell, Fritz-Golsen-Straße 2 Lage                                  | 16. Jahrhundert                    | Dreiseithof; Wohnhaus, teilweise Fachwerk, wohl aus dem 16. Jahrhundert, Nebengebäude mit Fachwerkspeicher, 18. Jahrhundert | weitere Bilder Fotos hochladen |
| Kolpinghaus                    | Zell, Untergasse 35 Lage                                          | 1900                               | ehemaliges katholisches Pfarrhaus, heute Kolpinghaus; eineinhalbgeschossiger gotisierender Gründerzeitbau, bezeichnet 1900, Architekt Bezirksbaumeister Ginand, Kirchheimbolanden | weitere Bilder Fotos hochladen |
| Weingut Golsen                 | Zell, Zeller Hauptstraße 4 Lage                                   | zweite Hälfte des 19. Jahrhunderts | ehemaliges Weingut Golsen: Hofanlage, zweite Hälfte des 19. Jahrhunderts; villenartiges Herrenhaus mit reicher Dachlandschaft, 1888, Architekt August Nopper, München, über älterem Keller; Fachwerkremise, dreischiffiger, kreuzgewölbter Stall, im Kern barocker (?) Verwalterbau mit Walmdach; Landschaftspark; gusseiserner Röhrenbrunnen, bezeichnet 1877 | weitere Bilder Fotos hochladen |
| Kollektur                      | Zell, Zeller Hauptstraße 19 Lage                                  | 1750–53                            | ehemalige Kollektur der Universität Heidelberg, später Gasthaus Rupp, heute Hotel; stattlicher spätbarocker Walmdachbau, 1750–53 | Fotos hochladen                |
| Brunnen                        | Zell, Zeller Hauptstraße, vor Nr. 19 Lage                         | 1882                               | gotisierender Laufbrunnen, bezeichnet 1882 | weitere Bilder Fotos hochladen |
| Katholische Kirche St. Philipp | Zell, Zeller Hauptstraße 22 Lage                                  | 1746–49                            | barocker Saalbau, 1746–49, Architekt eventuell Johann Jakob Rischer, Heidelberg; mit Ausstattung, eventuell von Paul Egell, Mannheim; Marienkapelle 1875; sogenannter Kreuzgang mit Zugang zu den „Stifskellern“; ortsbildprägend mit protestantischer Kirche                                                                                                  | weitere Bilder Fotos hochladen |
| Kreuz                          | Zell, Zeller Hauptstraße, gegenüber Nr. 22 Lage                   | 1782                               | spätbarockes Dorfkreuz, bezeichnet 1782 | Fotos hochladen                |
| Protestantische Kirche         | Zell, Zeller Hauptstraße 24 Lage                                  | um 1705–09                         | wiederhergestellter nachgotischer Saalbau, um 1705–09, Architekt eventuell Johann Jakob Rischer, Heidelberg, Umbau 1905/06, Architekt August Nopper, München: Turm in gotisierendem Jugendstil; Walcker-Orgel von 1877; ortsbildprägend mit katholischer Kirche, ehemaligem Schul- und protestantischem Pfarrhaus                                              | weitere Bilder Fotos hochladen |
| Ehrenmal                       | Zell, östlich des Ortes an der K 64; Flur Schwarzer Herrgott Lage |                                    | Kriegerdenkmal 1914/18; expressionistischer, gotisierender Monumentalbau, 1928, Architekt Alfons Brandt, Worms; landschaftsbildprägend | weitere Bilder Fotos hochladen |